# ダイアン・フォーチュン
ダイアン・フォーチュン（Dion Fortune /ˈdiːɒn ˈfɔ:tʃuːn/ 、1890年12月6日 - 1946年1月8日）は、英国のオカルティスト、著述家、神秘家である。西洋の秘教を学び、近現代の魔術復興において重要な役割を果たした。フロイトとユングの影響を受けて魔術に精神分析学や分析心理学の概念を導入し、性魔術の研究も行った。儀式魔術の優れた教育者として知られる。小説とノンフィクションの両面において超自然とオカルティズムに関する多作な書き手でもあり、長編『あの人は悪魔』や『タヴァナー博士の秘密』シリーズを執筆している。
ディオン・フォーチュンとも表記される。本名はヴァイオレット・メアリー・ファース (Violet Mary Firth)。内輪の取り巻き連からはDFと呼ばれていた。筆名のダイアン・フォーチュンは自身の魔法名である Deo Non Fortuna を縮めた名で、生家のファース家の紋章に刻まれた銘も "Deo, non-fortuna" （ラテン語で「運ではなく神によって」）であった。

## 略歴
ウェールズはスランディドノのブラン・ア・ビアでクリスチャン・サイエンスを信奉する家庭に生まれる。自身の述べたところによると、4歳でアトランティスの幻視を体験し、20歳で心霊的能力を発現させたという。
フォーチュンの経歴は確たる情報に乏しい。1910年にロンドンの聖ジョージ秘書養成学校で働き、1911年にスタッドリー女子農学校に入学、1913年に同校を卒業後、その職員となったが、ほどなくして校長と衝突して退職したという（後にフォーチュンはこの校長から心霊的攻撃を受けたと主張した）。この時に精神衰弱を患ったことがきっかけで心理学に関心を持つようになり、1914年にロンドンの医療心理クリニックの研修生となる。ブランズウィック・スクエアの医療心理クリニックで療法士として働き、その後ロンドン大学で精神分析学の講義を聴講し（講師は心霊現象研究協会の会員でもあったフリューゲル教授であった）、1918年に在野の精神分析家となった。第一次世界大戦期であったこの頃、ロンドンの神智学協会に接触してたびたび研究会に参加したり、おそらく勤務している診療所で出会ったであろう医師セオドア・モリアーティ (Theodore Moriarty, 1873-1923) の影響を受け、オカルティズムに関心を持つようになった。モリアーティは後にフォーチュンの小説に登場するタヴァナー博士のモデルとなった。
1927年に医師トーマス・ペンリー・エヴァンズと結婚、同年、最初の長編小説『あの人は悪魔』 The Demon Lover を発表。1938年、エヴァンズと離婚し、同年、長編小説『海の女司祭』 The Sea Priestess を発表。1946年、ミドルセックスにて白血病のため55歳で死去。

## 魔術活動
最初にフォーチュンに魔術の手ほどきをしたのはアイルランド人オカルティストにしてフリーメイソンのセオドア・モリアーティであった。フォーチュンはモリアーティの運営する合同メイソン・ロッジ（男女の入会を認めるフリーメイソンリーのロッジ）に加入し、1923年にモリアーティが死去するまで、かれの講義する「普遍的神智学」と称する隠秘学教義を学んだ。
1919年頃、親友マイヤ・トランチェル＝ヘイズ（後にカーティス＝ウェブ夫人）の紹介で隠秘学結社「黄金の夜明け団」（以下G∴D∴）に入会した。 最初にフォーチュンが参入したのはJ・W・ブロディ―＝イネスの率いるアルファとオメガ（以下A∴O∴）のスコットランド・セクションのロンドン・テンプルであった。翌1920年には、マグレガー・マザーズの妻モイナ・マザーズがパリで夫と死別した後にロンドンに設立した別のA∴O∴のテンプルに移籍した。
フォーチュンはアリマタヤのヨセフと聖杯の伝説の地であるグラストンベリーに惹きつけられ、1921年、グラストンベリーでフレデリック・ブライ・ボンド (Frederick Bligh Bond, 1864-1945) とトランス霊媒活動を行った。ボンドは霊媒を介した霊による導きでグラストンベリー修道院跡を発掘調査したという考古学者であった。1922年には、グラストンベリーで出会ってフォーチュンの仲間となったオカルティスト、チャールズ・T・ラヴデイ (Charles T Loveday, 1874-1946) とともに一連の「内的領域」での作業を行い、その成果は後の内光友愛会の教義に発展した。この頃フォーチュンはモリアーティのグループにいた数名とロンドンの神智学協会の数名とともに自身のグループを結成し、1924年に6人のメンバーで内光友愛会 (the Fraternity of the Inner Light) が発足した（当初の名称は the Community of the Inner Light）。かれらはグラストンベリー・トーのふもとの古い士官舎を購入し、ロンドンのベイズウォーター近辺でも古い邸宅を入手し、前者はチャリス・オーチャード、後者は3QTという同会の本部となった。以後、この友愛会はフォーチュンのライフワークの中心となった。フォーチュンはA∴O∴とは別のG∴D∴分派である暁の星のヘルメス・ロッジにも参入し、フォーチュンの率いるロッジは暁の星の残存テンプルと友好関係を保ちながら活動していた。フォーチュンは1925年に「神智学協会のキリスト教神秘主義ロッジ」の総代となるが、1927年に同ロッジを脱退すると多くのロッジ・メンバーが内光友愛会に移籍した。内光友愛会はオカルト・レヴュー誌に掲載されたフォーチュンの記事によるとモイナ・マザーズの承諾を得て設立された黄金の夜明けの外郭団体であり、A∴O∴に新たな会員を供給した。しかしながら、フォーチュンは当初モイナ・マザーズと平穏な関係を保っていたかに見えたが、1924年に出版されたフォーチュンの著書『愛と結婚の秘教哲学』やオカルト・レヴュー誌の連載『健全なオカルティズム』等の内容をめぐり両者間の確執は顕著になっていた。フォーチュンはこの頃モイナから魔術的な攻撃を受けていると確信し、その体験を著書『心霊的自己防衛』（1930年）の中で述懐した。この衝突の結果、フォーチュンは1927年にA∴O∴から追放されることになる。フォーチュンがペンリー・エヴァンズと結婚したこの1927年をもって内光友愛会の創立年とする場合もある。フォーチュンの死後、内光友愛会は改名して「内光協会」 (the Society of the Inner Light) となった。

## 主著
- 『心霊的自己防衛』 大島有子訳、国書刊行会
  - 旧版：『世界魔法大全:心霊的自己防衛』
- 『神秘のカバラー』 大沼忠弘訳、国書刊行会
  - 旧版：紀田順一郎・荒俣宏責任編集『世界幻想文学大系』第40巻〔肖像あり〕